# زاویژبیه (استان اشوی‌داشکسیه)
زاویژبیه (به لهستانی: Zawierzbie) یک منطقهٔ مسکونی در لهستان است که در گمینا سامبوژتس واقع شده‌است.